# Canneto sull’Oglio

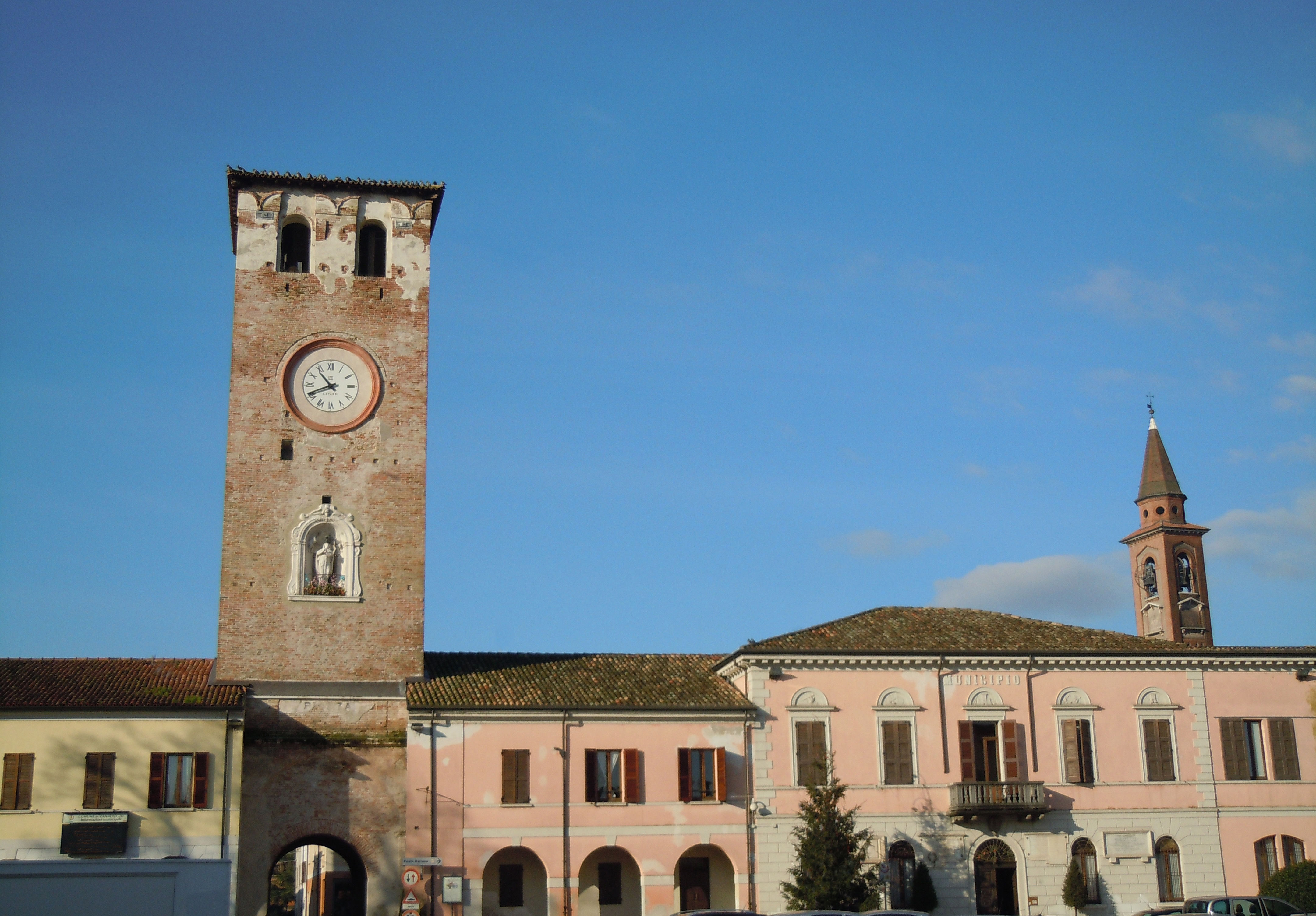
Matteotti-Platz in Canneto

Canneto sull’Oglio ist eine norditalienische Gemeinde (comune) mit 4332 Einwohnern (Stand 31. Dezember 2023) in der Provinz Mantua in der Lombardei.

## Geografie
Die Gemeinde liegt etwa 32,5 Kilometer westlich von Mantua am Parco dell’Oglio Sud und grenzt an die Provinz Cremona. Die westliche und südliche Gemeindegrenze bildet der Oglio, die östliche Gemeindegrenze der Chiese.

## Verkehr
Der Bahnhof Canneto sull’Oglio liegt an der Bahnstrecke Parma–Brescia.

## Persönlichkeiten
- Enrico Tazzoli (1812–1852), Priester und Widerstandskämpfer